# Emma Thompson
Emma Thompson DBE (Londres, 15 de abril de 1959) é uma atriz, roteirista e diretora britânica. Citada como uma das melhores atrizes britânicas da sua geração, ela é conhecida por suas representações de mulheres reticentes em dramas de épocas e adaptações literárias, frequentemente atuando personagens altivos ou matronais com um senso de ironia.
Nascida em Paddington, Londres, filha do ator britânico Eric Thompson e da atriz escocesa Phyllida Law, Emma foi educada na Camden School for Girls e Newnham College, University of Cambridge, onde ela tornou-se o primeiro membro feminino da trupe Footlights. Depois de aparecer em muitos programas de comédia, ela alcançou a fama em 1987 em duas séries de TV da BBC, Tutti Frutti e Fortunes of War, ganhando o prêmio BAFTA de melhor atriz por seu trabalho em ambos. Seu primeiro papel em filmes foi a antagônica Jeff Goldblum em 1989, na comédia romântica The Tall Guy, e no começo da década de 1990 ela frequentemente colaborou com seu então marido Kenneth Branagh, ator e diretor, aparecendo juntos nos palcos em A Midsummer Night's Dream e King Lear e em filmes como Dead Again (1991), Peter's Friends (1992) e Much Ado About Nothing (1993).
Da sua extensa carreira, destacam-se os filmes Howard's End (1992), The Remains of the Day (1993), In the Name of the Father (1993), Sense and Sensibility (1995), Love Actually (2003), a saga Harry Potter (2004-2011), Nanny McPhee (2005), Saving Mr. Banks (2013) e Beauty and the Beast (2017).
Venceu dois Óscares, o primeiro em 1993 na categoria de Melhor Atriz por Howard's End, e o segundo em 1996 na categoria de Melhor Argumento Adaptado por Sense and Sensibility, filme pelo qual também recebeu uma nomeação para Melhor Atriz. Em 1994 esteve nomeada em duas categorias: Melhor Atriz Secundária por In the Name of the Father e Melhor Atriz por The Remains of the Day.

## Primeiros anos e educação
Emma Thompson nasceu em Paddington, no oeste de Londres. É filha dos atores Eric Thompson e de Phyllida Law e cresceu em West Hampstead, no norte de Londres. Atualmente vive na mesma rua. Emma também passou muito tempo na Escócia enquanto crescia em visitas aos avós e tio que lá viviam.
Em 1970, começou a estudar na Camden School for Girls, uma escola exclusivamente feminina. Depois de terminar o ensino secundário, ingressou na Newham College da Universidade de Cambridge, onde estudou Inglês. Emma atribui a escolha deste curso à sua paixão por palavras e literatura, muito influenciada pelo seu pai.
Na universidade, conheceu Martin Bergman, um ator que a introduziu no Footlights, um grupo de comédia o qual Martin presidia e no qual conheceu Hugh Laurie, com quem viria a ter uma curta relação, e Stephen Fry. Os dois tornaram-se seus amigos de longa data. Stephen Fry afirmou que "não havia dúvida de que a Emma ia longe. A nossa alcunha para ela era Emma, a talentosa". Em 1980, Emma foi escolhida para vice-presidente do Footlights e co-encenou a primeira revista exclusivamente feminina do grupo: Woman's Hour. No ano seguinte, o grupo venceu o prémio Perrier no Festival Fringe de Edimburgo pelo seu espetáculo de comédia The Cellar Tapes..
O pai de Emma morreu de uma hemorragia cerebral em 1982, com 52 anos de idade. A atriz comentou que a sua morte "quebrou [a família] aos pedaços" e "nem consigo descrever o quanto magoa não o ter aqui". Ela acrescentou: "mas ao mesmo tempo, é possível que, se ele ainda estivesse vivo, eu nunca tivesse o espaço ou a coragem para fazer o que fiz até aqui... Recebi uma herança de espaço. E poder".

## Carreira

### Primeiros trabalhos

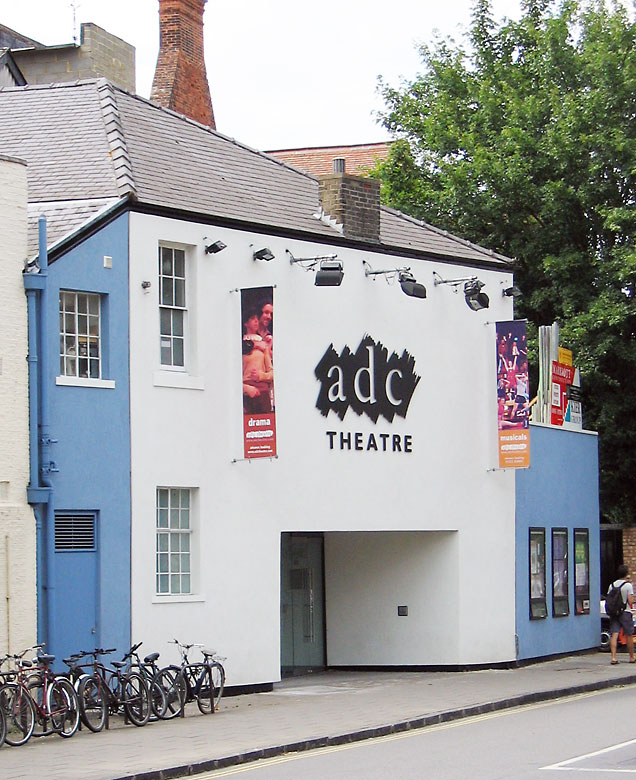
ADC Theatre, na Universidade de Cambridge, onde Thompson começou a representar com o grupo de teatro Footlights.

Depois de terminar a universidade, Emma começou a chamar a atenção nas suas peças. Em 1984, o Channel Four abordou Emma para atuar e escrever uma comédia especial na televisão. Ela começou a escrever e decidiu chamar de Sexually Transmitted, mas o nome não deu muito certo então ficou como Up For Grabs. A comédia não foi bem recebida por causa das inúmeras referências a sexo.
A BBC decidiu contratá-la para escrever comédias para seu canal. Na mesma época, Emma foi escalada para dançar, cantar e atuar em um teatro. A peça, uma versão do musical Me and My Girl, foi um sucesso e ficou em cartaz por sete anos, mas Emma participou na mesma apenas durante 16 meses. A BBC pediu-lhe para estrelar como Suzi Kettles em uma série de televisão, Tutti Frutti. O show e especialmente sua personagem foram um sucesso. No mesmo ano, o diretor de Fortunes of War escalou-a para um drama. Nos sets de filmagem ela conheceu seu futuro marido Kenneth Branagh. Ambos os trabalhos e os desempenhos de Emma foram elogiados pela crítica e, em 1988, ela recebeu o prémio Bafta de Melhor Atriz de televisão pelos dois trabalhos.
No ano seguinte, escreveu e estrelou o programa de variedades Thompson na BBC. O programa incluía sketches e números musicais onde participavam atores convidados, mas foi um fracasso com a crítica e cancelado ao fim de apenas 6 episódios.
Emma voltou a trabalhar com Kenneth Branagh, com quem já namorava, em 1989 na peça Look Back in Anger, com encenação de Judi Dench. Alguns meses depois da apresentação em palco, o casal retomou os seus papéis para a versão televisiva da peça. Ainda no mesmo ano, os dois voltaram a trabalhar juntos no filme Henry V, uma adaptação ao cinema da famosa peça de William Shakespeare dirigida e protagonizada por Branagh e onde Thompson desempenha o papel de Princess Katherine. O filme recebeu críticas bastante positivas e foi nomeado para três Óscares em 1990.

### Sucesso internacional

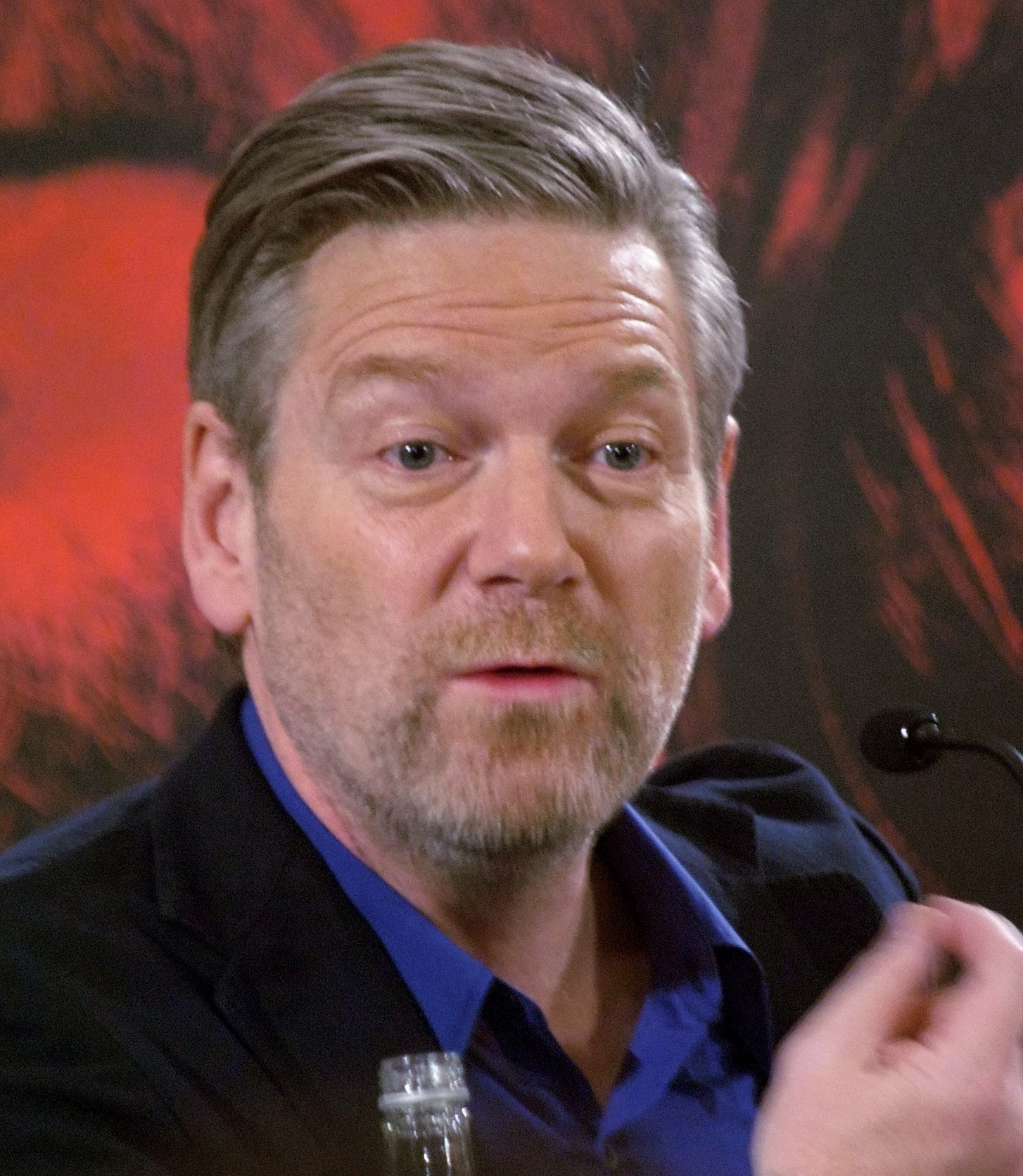
Kenneth Branagh foi o primeiro marido de Emma Thompson

Thompson e Branagh foram considerados pelo escritor e crítico James Monaco os líderes da "investida cinematográfica britânica" da década de 1990. Emma continuou a trabalhar com a obra de William Shakespeare nesta nova década, tendo participado nas suas encenações de Kenneth Branagh de A Midsummer Night's Dream e King Lear.
Emma regressou ao cinema em 1991, no papel da "aristocrata frívola", Condessa d'Antan, em Impromptu, com Judy Davis e Hugh Grant. Emma foi nomeada para os Independent Spirit Awards, na categoria de Melhor Atriz Secundária, por este papel. Ainda nesse ano, Emma voltou a trabalhar com Kenneth Branagh no filme Dead Again, dirigido pelo próprio. No filme, Emma desempenha o papel de uma mulher que se esqueceu da sua identidade. No início de 1992, Emma participou num episódio da sitcom Cheers, no papel da primeira mulher da personagem Fraiser Crane.
A carreira de Emma atingiu novos patamares quando ela participou no filme Howard's End, com Anthony Hopkins e Vanessa Redgrave em 1992. Baseado no romance homónimo de E. M. Forster, o filme explora o sistema social de classes na Era Eduardiana na Inglaterra. Emma desempenha o papel de Margaret Schlegel, uma mulher idealista, inteligente e progressista que entra em contacto com uma família profundamente conservadora. Emma perseguiu ativamente este papel, chegando mesmo a escrever uma carta ao realizador James Ivory, que concordou em conceder-lhe a audição que acabou por lhe dar o papel. Segundo o crítico Vincent Canby, o filme permitiu que Emma "se afirmasse individualmente", para além da sua associação com Kenneth Branagh. Depois da estreia do filme, o crítico Roger Ebert escreveu que Emma estava "soberba no papel principal: tranquila, irónica, perspicaz, com um interior feito de aço". Howard's End recebeu críticas excelentes e foi considerado um sucesso surpreendente. Recebeu nove indicações ao Óscar e ganhou três deles: Melhor Atriz (Emma Thompson), Melhor Roteiro Adaptado e Melhor Direção de Arte.
Nos seus dois filmes seguintes, Emma voltou a trabalhar com Kenneth Branagh. Em Peter's Friends (1992), o casal juntou-se a Stephen Fry, Hugh Laurie, Imelda Staunton e Tony Slattery para interpretar um grupo de ex-alunos da Universidade de Cambridge que se reúne dez anos após o fim do curso. A comédia recebeu críticas positivas e Desson Howe do The Washington Post escreveu que Emma Thompson é a melhor parte do filme, "mesmo com uma personagem uni-dimensional, ela esbanja graça e um sentido de tragicomédia hábil". O seu filme seguinte foi Much Ado About Nothing, dirigido por Keneth Branagh. O casal protagonizou o filme nos papéis de Beatrice e Benedick num elenco que também incluía Denzel Washington, Keanu Reeves e Michael Keaton. O desempenho de Emma recebeu crítica muito positivas e ela foi nomeada na categoria de Melhor Atriz nos Independent Spirit Awards.
Emma reuniu-se com o realizador James Ivory e o ator Anthony Hopkins no filme The Remains of the Day, lançado em 1993. Baseado no romance homónimo de Kazuo Ishiguro sobre uma empregada doméstica e um mordomo britânicos durante os anos entre as guerras mundiais, a história é aclamada pelo seu estudo da solidão e da repressão. Emma interessou-se particularmente pela "deformidade que a serventia provoca às pessoas", visto que a sua avó trabalhara como empregada doméstica e tinha sacrificado muito. Emma considera este filme uma das melhores experiências da sua carreira e "uma obra-prima de emoções contidas". The Remains of the Day foi um sucesso comercial e com a crítica, tendo recebido oito nomeações para os Óscares, incluíndo nas categorias de Melhor Filme e Melhor Atriz: sendo esta a segunda nomeação de Emma Thompson.
No mesmo ano em que foi nomeada na categoria de Melhor Atriz Principal por The Remains of the Day, Emma recebeu uma nomeação na categoria de Melhor Atriz Secundária pelo seu desempenho em In the Name of the Father, sendo apenas uma de oito pessoas que conseguiram duas nomeações para os Óscares no mesmo ano. In the Name of the Father, protagonizado por Daniel Day-Lewis, foi também nomeado na categoria de Melhor Filme.

### Sense and Sensibilitye papéis em Hollywood

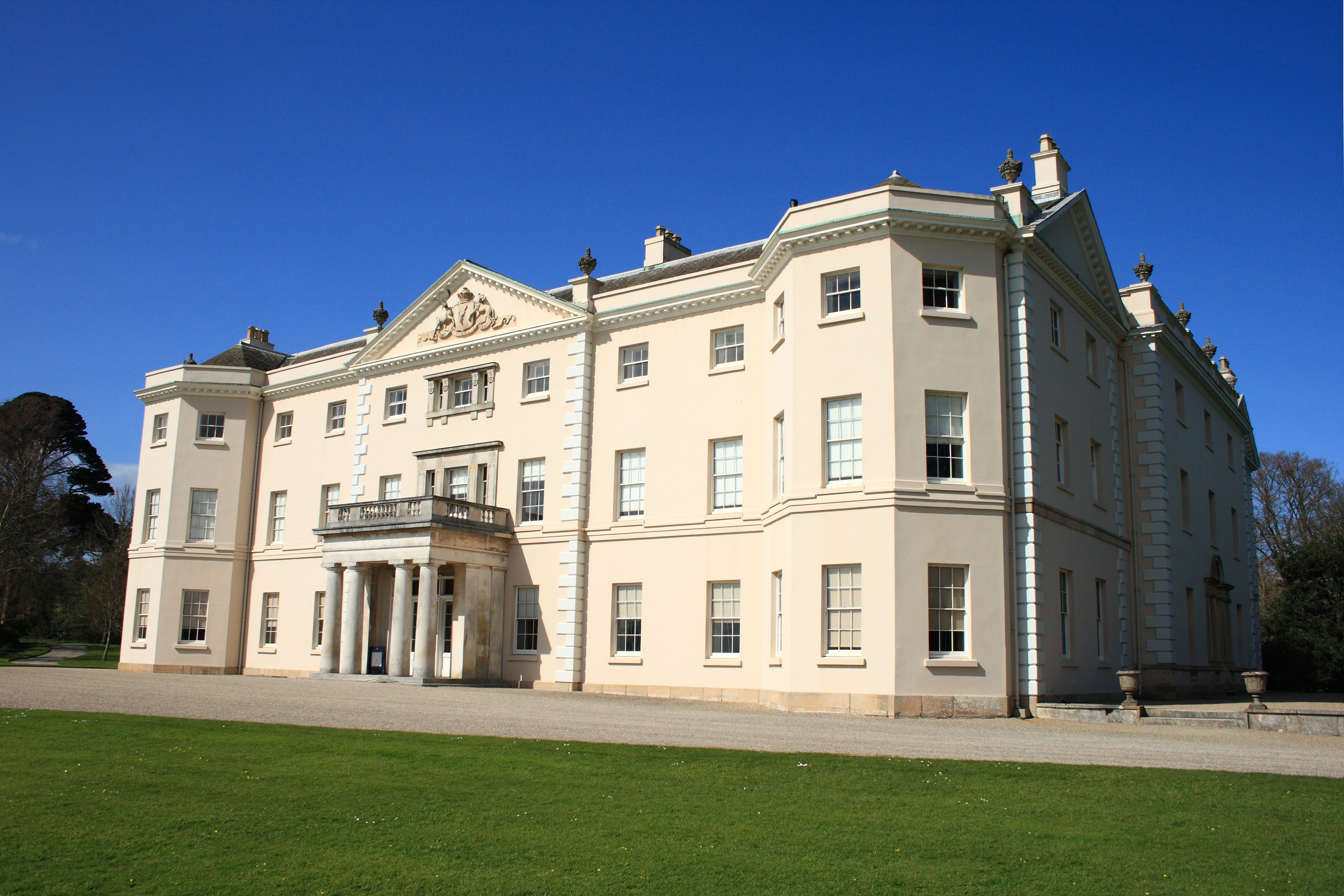
Saltram House, a casa que serviu de Norland Park rm Sense and Sensibility (1995)

Em 1994, Emma teve o seu primeiro papel num filme de Hollywood como Dr. Diana Reddin na comédia Junior, que protagonizou com Arnold Schwarzenegger e Danny DeVito. O filme recebeu críticas maioritariamente negativas, mas teve algum sucesso nas bilheteiras, rendendo um total de 108 milhões de dólares em todo o mundo.
Em 1993, Emma terminou de escrever o roteiro de Sense and Sensibility, no qual trabalhou durante cinco anos. Emma é uma admiradora da obra de Jane Austen e foi contratada para escrever o filme graças aos sketches históricos que escreveu para o seu programa, Thompson. Para além de escrever o filme, Emma quis interpretar o papel da irmã solteira Elinor Dashwood, apesar de, com 35 anos, ser 16 anos mais velha do que a personagem do livro. Quando as filmagens começaram, em 1995, Emma tinha-se separado recentemente do marido, Kenneth Branagh, e passava por um período de depressão. Foi nesta altura que ela conheceu o ator Greg Wise, que interpreta o papel de John Willoughby e os dois começaram a namorar.
Realizado por Ang Lee e com um elenco que inclui Kate Winslet, Gemma Jones e Hugh Grant, Sense and Sensibility é considerada a adaptação mais popular e autêntica da obra de Jane Austen da década de 1990. O filme foi bastante bem recebido pela crítica e foi um dos maiores sucessos de bilheteira de carreira de Emma. Shelly Frome escreveu que Emma demonstrou "uma grande afinidade com o estilo e sagacidade de Jane Austen".
Emma recebeu a sua terceira nomeação para o Óscar de Melhor Atriz pelo filme e recebeu o prémio na categoria de Melhor Argumento Adaptado, o que faz dela a única pessoa a vencer Óscares nas categorias de Melhor Atriz e Melhor Argumento. Emma venceu ainda o seu segundo prémio BAFTA de Melhor Atriz e um Globo de Ouro de Melhor Argumento pelo seu trabalho no filme.
Em 1996, Emma decidiu fazer uma pausa para descansar e se conhecer de novo. No ano seguinte ela se juntou à mãe dela no filme The Winter Guest, que foi dirigido por seu amigo Alan Rickman e onde contracenou com a sua mãe, Phyllida Law. No mesmo ano, regressou aos Estados Unidos para participar num episódio da sitcom Ellen. O papel valeu-lhe um prémio Emmy na categoria de Melhor Atriz Convidada Numa Série de Comédia. Também atuou em Primary Colors com John Travolta. Os dois interpretaram um casal baseado em Bill e Hillary Clinton. A personagem de Emma, Susan, é descrita como uma "mulher ambiciosa e sofredora" que tem de lidar com a infidelidade do marido.
No ano seguinte, ela atuou no thriller Judas Kiss, onde interpretou uma agente do FBI. O filme foi mal recebido pela crítica e um falhanço de bilheteira. Nesta altura, Emma começou a rejeitar várias ofertas de trabalho por se recusar a mudar para Los Angeles a tempo inteiro, afirmando: "Los Angeles é encantadora, desde que seja possível ir embora". A atriz estava também farta da indústria cinematográfica e decidiu parar de representar por um ano.

### Anos 2000 e papéis menores

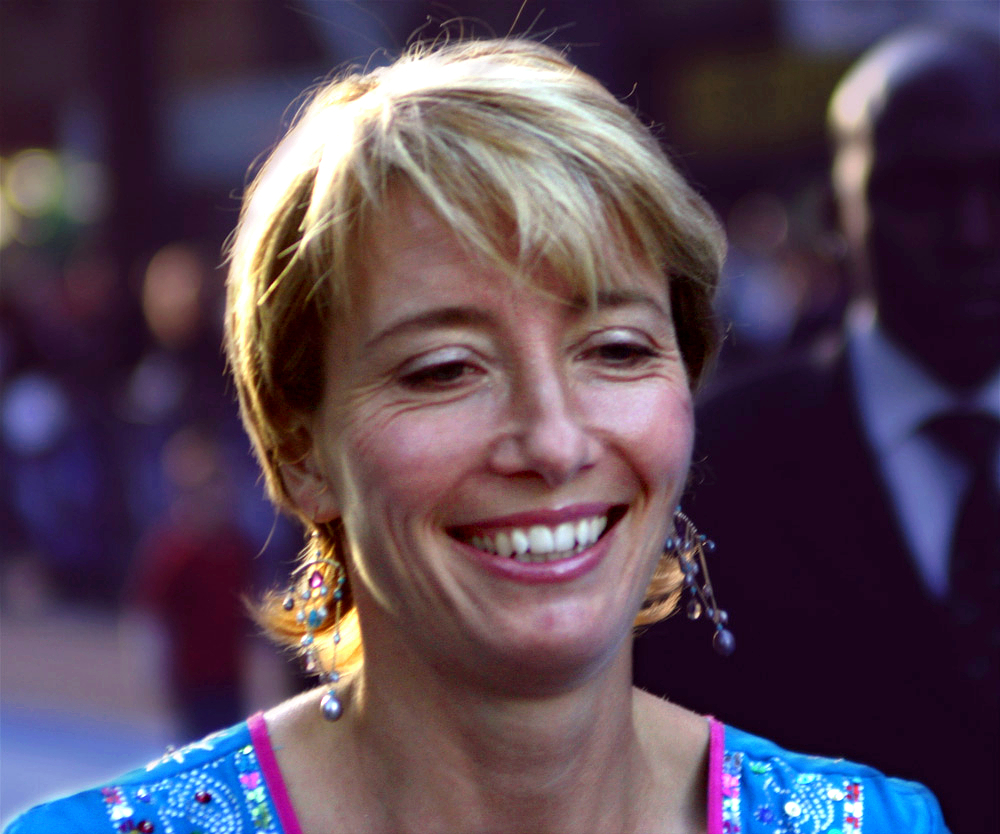
Emma Thompson na estreia de Nanny McPhee em 2005.

Depois de dar à luz a sua filha em 1999, Emma retirou-se das telas para passar mais tempo com sua família. Só voltaria a trabalhar num projeto de maior destaque em 2001, com a minissérie da HBO, Wit. A atriz aceitou o projeto por considerar que este tinha "um dos melhores argumentos americanos de sempre". Adaptado da peça homónima, a minissérie foca-se numa professora independente da Universidade de Harvard cujos valores são desafiados quando lhe é diagnosticado um cancro nos ovários. Emma foi essencial para o projeto, tendo passado vários meses em ensaios para desenvolver a sua personagem. A série, e sobretudo o desempenho de Emma, tiveram críticas bastante positivas e a atriz conseguiu nomeações para os Globos de Ouro, Emmys e Screen Actor's Guild Awards.
No ano de 2003, Thompson atuou no filme Love Actually, ao lado de grandes celebridades como Elisha Cuthbert, seu amigo Alan Rickman, com quem já havia atuado antes e Rodrigo Santoro. Emma interpreta o papel de uma esposa de classe média que suspeita que o seu marido (interpretado por Alan Rickman) está a ser infiel. A cena em que a sua personagem robusta chora escondida depois de descobrir a infidelidade do marido foi descrita por um crítico como "a melhor cena de choro de sempre". Em 2013, Emma disse que este é o papel que as pessoas que conhece costumam elogiar mais. A atriz afirmou: "Tenho muita prática a chorar num quarto e depois ter de sair de lá e estar bem disposta, a juntar os pedaços do meu coração e a guardá-los numa gaveta". O seu desempenho valeu-lhe a sua sexta nomeação para os prémios BAFTA.
Ainda em 2003, protagonizou o filme Imagining Argentina, com Antonio Banderas. Este foi um dos maiores falhanços da sua carreira. O filme recebeu apupos quando foi exibido no Festival de Veneza e recebeu críticas severas. A atriz teve mais sucesso nesse ano quando trabalhou na minissérie da HBO, Angels in America, que recebeu muito mais elogios da crítica e lhe valeu a sua quarta nomeação para os prémios Emmy.
Em 2004 fez uma participação especial em Harry Potter and the Prisoner of Azkaban e em 2007 Harry Potter and the Order of Phoenix. Em 2011 retornou com sua personagem Sibila Trelawney em Harry Potter nos cinemas com Harry Potter and the Deathly Hallows.
Em 2005, Emma filmou Stranger than Fiction com Will Ferrell e Dustin Hoffman no elenco.
Ainda em 2005, estreou um projeto no qual Emma trabalhou durante nove anos. Baseado em parte na série de livros Nurse Matilda que a atriz lera em criança, ela escreveu o argumento do filme infantil Nanny McPhee, que se centra numa ama misteriosa e hedionda que tem de disciplinar um grupo de crianças. Para além de escrever o argumento, Emma protagoniza o filme, em conjunto com Colin Firth e Angela Lansbury, num projeto que ela considera bastante pessoal.
Depois de uma pequena e não-creditada aparição no blockbuster I Am Legend, Emma interpretou o papel da católica devota Lady Marchmain no filme Brideshead Revisited, a adaptação de 2008 do romance homónimo. Apesar de o filme não ter recebido críticas muito positivas, o desempenho de Emma foi bastante elogiado e considerado o ponto alto do filme. Mark Kermode escreveu: "Emma Thompson está, até certo ponto, a tornar-se na nova Judi Dench, a pessoa que aparece durante 15 minutos e é brilhante... [mas depois] quando ela desaparece, o resto do filme nunca mais consegue recuperar do peso da sua presença". 
Emma também recebeu elogios pelo seu desempenho no filme Last Chance Harvey, onde contracena com Dustin Hoffman. O filme centra-se num homem e numa mulher de meia idade que, depois de um divórcio no caso dele e uma vida de solteira no caso dela, entram cuidadosamente numa relação. Este projeto valeu a Emma a sua sétima nomeação para os Globos de Ouro.
Em 2009, Emma teve breves participações em dois filmes passados nos anos 1960 na Inglaterra: interpretou a diretora de uma escola no drama elogiado pela crítica An Education e uma "mãe ébria" em The Boat That Rocked de Richard Curtis.

### Atriz veterana

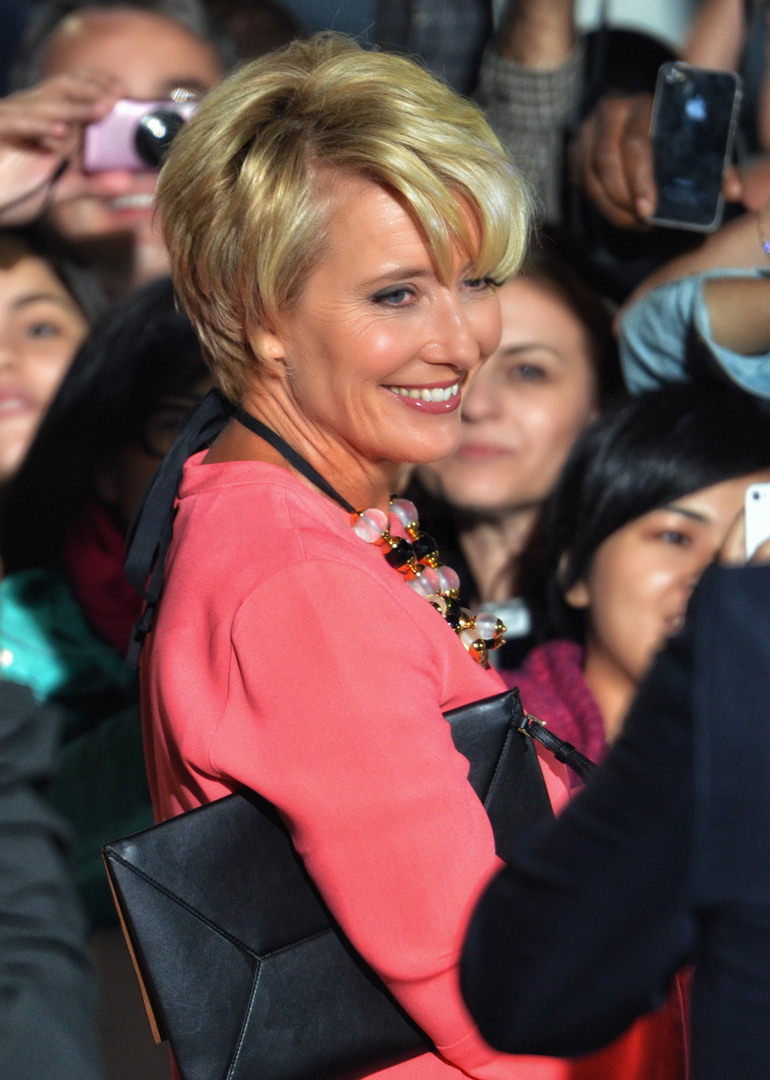
Emma Thompson no Festival de Cinema de Toronto em 2013

Cinco anos após o lançamento do filme original, Emma regressou ao papel de Nanny McPhee no filme Nanny McPhee and the Big Bang. Desta vez, a ação do filme decorre durante a Segunda Guerra Mundial e o elenco foi alterado para incluir Maggie Gyllenhaal e Asa Butterfield. O filme foi um sucesso no Reino Unido e os críticos consideraram a sequela melhor do que o filme original. Ainda em 2010, Emma reuniu-se com Alan Rickman no telefilme da BBC, The Song of Luch, focado em duas personagens solteiras que se encontram num restaurante 15 anos após terminarem a sua relação. O desempenho de Emma valeu-lhe a sua quarta nomeação para os Emmys.
Em 2012, Emma fez uma participação rara num blockbuster ao interpretar a agente chefe no filme Men in Black III, a continuação do popular franchising de ficção científica protagonizado por Will Smith. Com receitas de 624 milhões de dólares em todo o mundo, este é um dos filmes mais rentáveis da carreira da atriz. O seu sucesso continuou com o filme de animação da Pixar, Brave, onde Emma fez a dobragem da personagem Elinor, a rainha escocesa. Ainda em 2012, Emma interpretou o papel da rainha Isabel II num episódio de Playhouse Presents, que dramatizou um incidente em 1982 onde um intruso entrou no quarto da rainha.
O seu primeiro filme de 2013 foi o filme de fantasia Beautiful Creatures, onde interpreta uma mãe maléfica. Baseado no romance homónimo de Kami Garcia e Margaret Stohl, o filme pretendia aproveitar o sucesso do franchising Twilight, mas foi mal recebido pela crítica e uma desilusão nas bilheteiras. O crítico Peter Travers não gostou do desempenho de Emma e criticou o seu "sotaque do sul dos Estados Unidos incrivelmente mau" e receou "os danos que este filme de treta poderá ter na sua reputação".
Porém, o seu filme seguinte teve tanto sucesso que levou um jornalista a escrever: "Emma Thompson está de volta e a todo o vapor". Saving Mr. Banks dramatiza o processo de criação do filme Mary Poppins com Emma no papel principal de P. L. Travers, a autora rabugenta do livro e Tom Hanks no papel de Walt Disney. A atriz considerou que o argumento do filme era o melhor que recebera desde há muito tempo e que o projeto foi um dos mais desafiantes da sua carreira uma vez que "nunca tinha interpretado ninguém tão contraditório ou difícil antes". No entanto, considerou que a personagem inconsistente e complicada foi "uma alegria enorme de interpretar". O filme foi bem recebido, teve receitas de 112 milhões de dólares em todo mundo e os críticos foram unânimes nos seus elogios ao desempenho de Emma. O trabalho da atriz no filme foi reconhecido com nomeações para os prémios BAFTA, Screen Actor's Guild e Globos de Outo e Emma venceu o prémio de Melhor Atriz do National Board Review. No entanto, e para surpresa de muitos, Emma não conseguiu uma nomeação para os Óscares.
A comédia romântica The Love Punch (2013) foi o seu segundo papel principal consecutivo. No filme, ela e Pierce Brosnan interpretam um casal divorciado que se junta para roubar as joias do seu ex-patrão. Em março de 2014, a atriz regressou ao teatro pela primeira vez em 24 anos com um papel na produção de Sweeney Todd: The Demon Barber of Fleet Street no Lincoln Center, em Nova Iorque. Emma participou no musical cinco noites e o seu desempenho "jovial" da personagem Mrs Lovett foi muito elogiado. A peça foi transmitida na televisão e valeu-lhe a sua sexta nomeação para os prémios Emmy. Ainda em 2014, Emma fez a narração do filme Men, Women and Children de Jason Reitman.

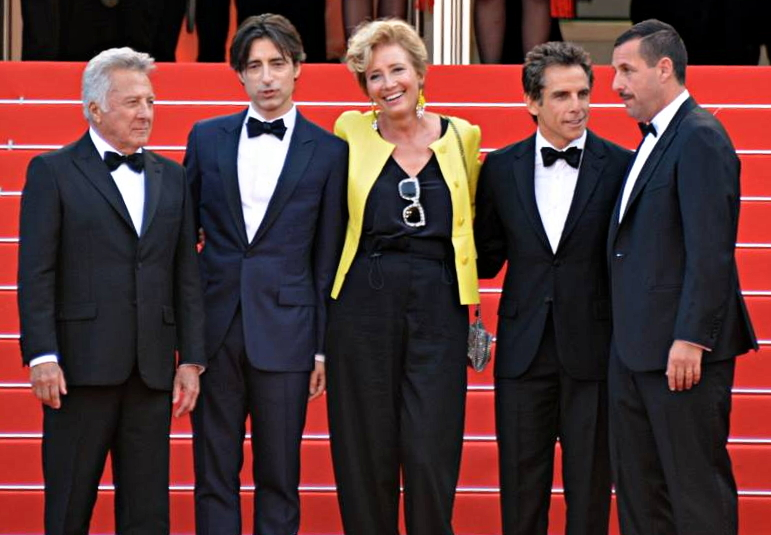
Emma com o elenco do filme The Meyerowitz Stories, no Festival de Cannes de 2017.

O projeto seguinte de Emma, o drama de época Effie Gray, no qual trabalhou durante vários anos, causou-lhe alguns problemas. A história na qual o filme se baseia, o casamento desastroso de John Ruskin, já tinha sido adaptada para uma peça pelo dramaturgo americano Gregory Murphy, que processou a produtora de Effie Gray por violação de direitos de autor. Emma Thompson acabou por escrever uma segunda versão do argumento para chegar a um acordo em tribunal. O filme acabou por ser lançado em 2014 com críticas mistas e passou praticamente despercebido. Tanto Emma, como o seu marido Greg Wise, que interpreta o papel de John Ruskin no filme, recusaram-se a promover o filme.
O primeiro filme de Emma em 2015 foi A Walk in the Woods, uma comédia adaptada do livro homónimo de Bill Bryson, onde contracena com Robert Redford e Nick Nolte. De seguida, protagonizou com Robert Carlyle, o primeiro projeto do último como realizador: The Legend of Barney Thomson. No filme, Emma interpreta uma ex-prostituta desbocada e fumadora em série baseada na avó do realizador. Ainda nesse ano, participou no filme Burnt, protagonizado por Bradley Cooper.
Em 2016, protagonizou, com Brendan Gleeson, o filme decorrido na Segunda Guerra Mundial, Alone in Berlin, baseado na história de Otto e Elise Hampel. No mesmo ano foi uma das argumentistas e participou na comédia Bridget Jones's Baby.
Em 2017, Emma interpretou o papel de Mrs. Potts no filme Beauty and the Beast da Disney. O filme teve receitas de 1,2 mil milhões de dólares em todo o mundo e é o mais rentável da carreira da atriz. No mesmo ano, teve um papel secundário no filme The Meyerowitz Stories. Distribuído pelo serviço de streaming Netflix, o filme esteve em competição no Festival de Cannes e recebeu críticas positivas. Protagonizou ainda The Children Act, um drama sobre uma família que recusa que o seu filho receba tratamentos para o seu cancro devido a crenças religiosas.
Em 2019, Emma foi uma das protagonistas da comédia dramática Late Night, escrita por Mindy Kaling (que também protagoniza o filme). Emma interpreta o papel de uma apresentadora famosa que contrata uma nova guionista para evitar que o seu programa seja substituído. O filme recebeu críticas positivas, com destaque para o desempenho de Emma. Owen Gleiberman da Variety notou que "Emma parece mesmo uma apresentadora nata. Até quando está só a improvisar, ela torna o Late Night em algo real." A atriz foi nomeada para um Globo de Ouro por este papel.

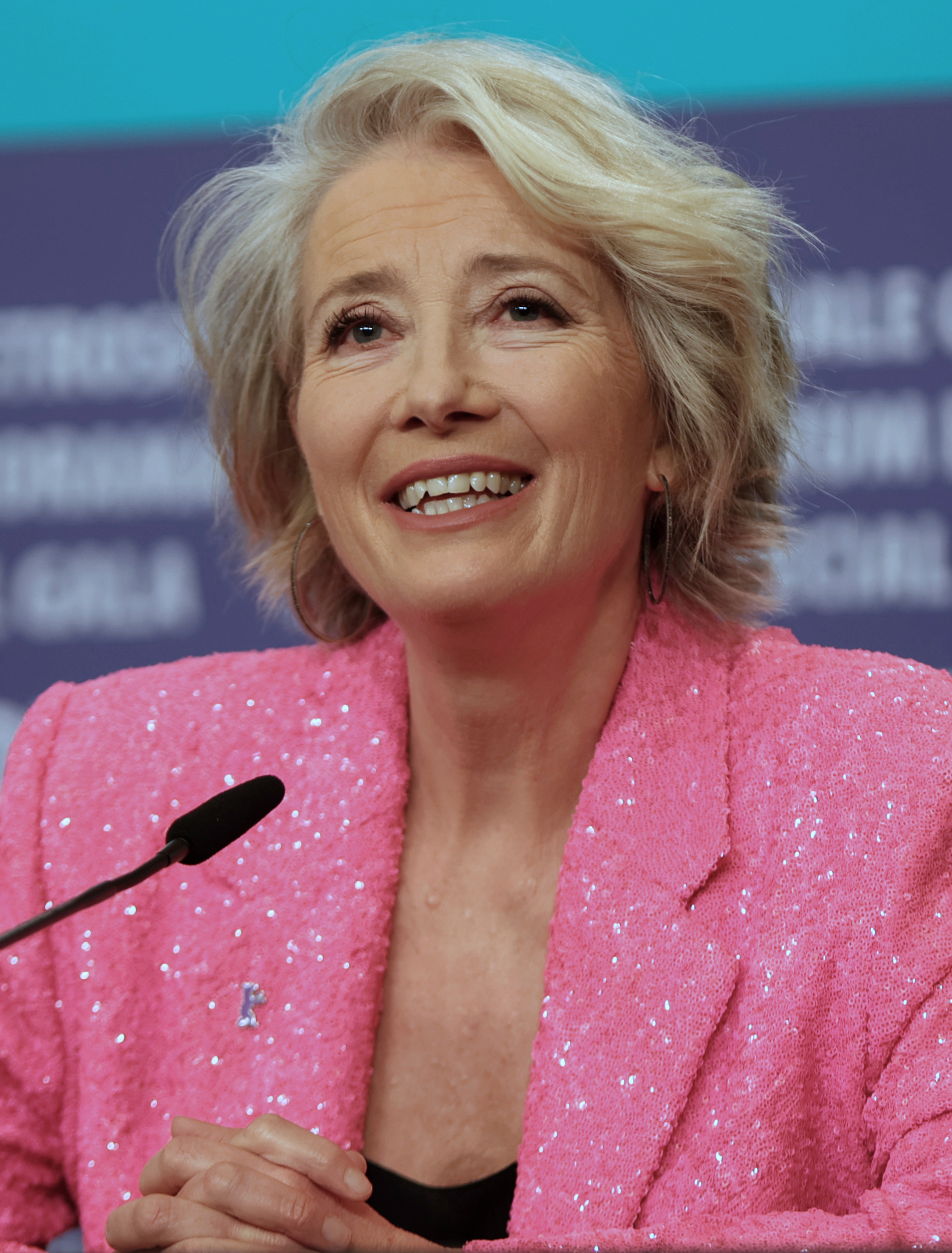
Emma Thompson em 2022

No mesmo ano, a atriz fez a dobragem da personagem Yeti Elder no filme de animação em stop-motion, Missing Link. Regressou ainda ao papel de Agent O no filme Men in Black: International, e co-produziu, foi uma das argumentistas e interpretou o papel de Petra Andrich na comédia romântica natalícia Last Christmas. O filme é protagonizado por Emilia Clarke e Henry Golding e baseia-se na música "Last Christmas" de George Michael.
Em 2021, Emma Thompson trabalhou com Emma Stone no papel da vilã em Cruella, um spin-off em imagem real de 101 Dálmatas. O filme, realizado por Craig Gillespie foi lançado em maio de 2021 e recebeu críticas positivas, para além de ter rendido 233 milhões de dólares nas bilheteiras com um orçamento de 100 milhões. Emma Thompson foi elogiada pela crítica pelo seu papel de Baronesa com Alonso Duralde do The Wrap a escrever: "Thompson agarra com toda a sua força este papel que é metade Miranda Priestly e metade Reynolds Woodcock."
Em 2022, Emma protagonizou com Daryl McCormack a comédia sexual Good Luck to You, Leo Grande, escrita por Katy Brand e realizada por Sophie Hyde. O seu desempenho foi elogiado e valeu-lhe nomeações para os Globos de Ouro de prémios BAFTA.
No mesmo ano, Emma interpretou o diretora autoritária Miss Trunchbull na adaptação ao cinema de Matilda the Musical, que por sua vez se baseia no livro homónimo de Roald Dahl. O filme foi realizado por Matthew Warchus com guião de Dennis Kelly e músicas do compositor Tim Minchin. Após a sua estreia mundial no BFI London Film Festival em 5 de outubro de 2022, o crítico Robbie Collin do The Telegraph escreveu que o desempenho de Emma como Trunchbull criou "uma vilã demente para a memória". O crítico do The Guardian, Peter Bradshaw, afirmou: "os espíritos cómicos astutos de Emma Thompson e de Tim Minchin unem-se para criar os alicerces da malícia."

## Vida pessoal

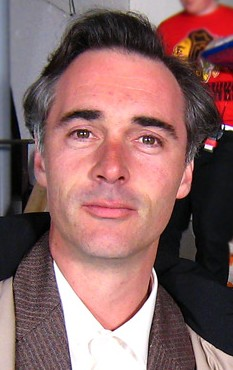
Greg Wise, o marido de Emma Thompson.

Apesar de ter nascido em Londres, Emma afirma sentir-se escocesa, "não só porque sou metade escocesa, mas também porque passei metade da minha vida lá". A atriz visita frequentemente a Escócia e tem uma casa em Dunoon.
O primeiro marido de Emma foi o ator e realizador Kenneth Branagh, que ela conheceu em 1987 enquanto filmavam a série de televisão Fortunes of War. O casal casou em 1989 e os dois trabalharam juntos em vários filmes, com Kenneth a contratar Emma para vários dos seus projetos. Por serem considerados um "casal modelo" pela comunicação social britânica, Emma e Kenneth receberam bastante atenção. O par tentou manter a sua relação privada, recusando dar entrevistas ou tirar fotografias juntos. Em setembro de 1995, Emma e Kenneth anunciaram que se tinham separado. Num comunicado de imprensa, o casal disse que a separação se devia às suas agendas preenchidas, mas mais tarde veio a saber-se que Kenneth tinha traído Emma com a atriz Helena Bonham Carter, por quem se apaixonou durante a rodagem do filme Frankenstein.
Emma estava a viver sozinha à medida que a sua relação com Kenneth se deteriorava e entrou em depressão clínica. Enquanto filmava Sense and Sensiblity em 1995, Emma iniciou uma relação com Greg Wise, que interpreta o papel de John Willoughby no filme. Emma disse, numa entrevista à BBC Radio Four: "O trabalho salvou-me e o Greg salvou-me. Ele pegou nos cacos e voltou a juntá-los". O casal tem uma filha, Gaia, nascida em 1999.
Em 2003, Emma e Greg casaram-se em Dunoon. Ainda nesse ano, o casal adotou informalmente um órfão do Ruanda e antiga criança-soldado chamado Tindyebwa Agaba. Eles conheceram-se num evento do Refugee Council quando Tindyebwa tinha 16 anos e Emma convidou-o a passar o Natal com a sua família. Emma comentou que "lentamente, ele tornou-se numa espécie de elemento fixo, veio connosco de férias para a Escócia e tornou-se parte da família". Tindyebwa tornou-se um cidadão britânico em 2009.

Emma considera-se ateísta e afirmou: 
Sou ateia... Vejo a religião com receio e suspeita. Não basta dizer que não acredito em Deus. Vejo o sistema como perturbador: fico ofendida com algumas das coisas escritas na Bíblia e no Corão e refuto-as.
A nível político, Emma apoiou o Partido Trabalhista durante toda a sua vida e é uma defensora da igualdade de direitos para as mulheres.
Emma é ainda uma ativista e trabalha frequentemente em campanhas humanitárias. É patrona das instituições de caridade ActionAid (em nome da qual já visitou países como o Uganda, Moçambique, Etiópia, Lituânia e Myanmar) e do Refugee Council e tem uma sala de terapia no seu escritório para refugiados traumatizados. É ainda presidente da Helen Bamber Foundation for the Care of Victims of Torture.
Em 2018, a atriz foi condecorada com o título de Dama Comandante da Ordem do Império Britânico (DBE) por serviços prestados à arte dramática.

## Filmografia

### Cinema
| Ano  | Filme                                                               | Papel | Papel      | Papel                            | Título em Português/Notas |
| Ano  | Filme                                                               | Atriz | Roteirista | Papel                            | Título em Português/Notas |
| ---- | ------------------------------------------------------------------- | ----- | ---------- | -------------------------------- | --- |
| 1989 | Henry V                                                             | Sim   |            | Catarina de Valois               | br/pt: Henrique V |
| 1989 | The Tall Guy                                                        | Sim   |            | Kate Lemmon                      | br: As Trapalhadas de um Conquistador pt: Os Homens Medem-se aos Palmos                                                                                            |
| 1991 | Dead Again                                                          | Sim   |            | Grace/Margaret Strauss           | br: Voltar a Morrer pt: Viver de Novo |
| 1991 | Impromptu                                                           | Sim   |            | Claudette, duquesa D'Antan       | br: George e Frederic pt: Paixões Secretas de Uma Mulher |
| 1992 | Howards End                                                         | Sim   |            | Margaret Schlegel                | br: Retorno a Howard's End pt: Regresso a Howard's End Vencedora do Oscar na categoria de Melhor Atriz                                                             |
| 1992 | Peter's Friends                                                     | Sim   |            | Maggie Chester                   | br: Para o Resto de Nossas Vidas pt: Os Amigos de Peter |
| 1993 | Much Ado About Nothing                                              | Sim   |            | Beatrice                         | br/pt: Muito Barulho Por Nada |
| 1993 | The Remains of the Day                                              | Sim   |            | Srª Kenton                       | br: Vestígios do Dia pt: Os Despojos do Dia Indicação ao Oscar na categoria de Melhor Atriz                                                                        |
| 1993 | In the Name of the Father                                           | Sim   |            | Gareth Peirce                    | br/pt: Em Nome do Pai Indicação ao Oscar na categoria de Melhor Atriz Coadjuvante                                                                                  |
| 1994 | Junior                                                              | Sim   |            | Drª Diana Reddin                 | br/pt: Junior |
| 1995 | Carrington                                                          | Sim   |            | Dora Carrington                  | br: Carrington - Dias de Paixão pt: Carrington |
| 1995 | Sense and Sensibility                                               | Sim   | Sim        | Elinor Dashwood                  | br: Razão e Sensibilidade pt: Sensibilidade e Bom Senso Vencedora do Oscar na categoria de Melhor Roteiro Adaptado Indicação ao Oscar na categoria de Melhor Atriz |
| 1997 | The Winter Guest                                                    | Sim   |            | Frances                          | br: Momento de Afeto pt: O Convidado |
| 1998 | Primary Colors                                                      | Sim   |            | Susan Stanton                    | br: Segredos do Poder pt: Escândalos do Candidato |
| 1998 | Judas Kiss                                                          | Sim   |            | Sadie Hawkins                    | br: O Beijo da Traição pt: O Beijo de Judas |
| 2000 | Maybe Baby                                                          | Sim   |            | Druscilla                        | br: Como Fazer Bebês |
| 2002 | Treasure Planet                                                     | Sim   |            | Capitão Amelia                   | br/pt: O Planeta do Tesouro Apenas voz |
| 2003 | Imagining Argentina                                                 | Sim   |            | Cecilia                          | br: Visões pt: Aconteceu na Argentina |
| 2003 | Love Actually                                                       | Sim   |            | Karen                            | br: Simplesmente Amor pt: O Amor Acontece |
| 2004 | Harry Potter and the Prisoner of Azkaban                            | Sim   |            | Professora Sibila Trelawney      | br/pt: Harry Potter e o Prisioneiro de Azkaban |
| 2005 | Nanny McPhee                                                        | Sim   | Sim        | Nanny McPhee                     | br: Nanny McPhee - A Babá Encantada pt: Nanny McPhee - A Ama Mágina                                                                                                |
| 2006 | Stranger than Fiction                                               | Sim   |            | Karen Eiffel                     | br: Mais Estranho que a Ficção pt: Contado Ninguém Acredita |
| 2007 | Harry Potter and the Order of the Phoenix                           | Sim   |            | Professora Sibila Trelawney      | br: Harry Potter e a Ordem da Fênix pt: Harry Potter e a Ordem da Fénix                                                                                            |
| 2007 | I Am Legend                                                         | Sim   |            | Drª Alice Krippin                | br/pt: Eu Sou a Lenda Não creditada |
| 2008 | Brideshead Revisited                                                | Sim   |            | Lady Marchmain                   | br: Brideshead Revisited - Desejo e Poder pt: Reviver o Passado em Brideshead                                                                                      |
| 2008 | Last Chance Harvey                                                  | Sim   |            | Kate Walker                      | br: Tinha que Ser Você pt: Um Passo do Amor |
| 2009 | An Education                                                        | Sim   |            | Diretora                         | br: Educação pt: Uma Outra Educação |
| 2009 | The Boat That Rocked                                                | Sim   |            | Charlotte                        | br: Os Piratas do Rock pt: O Barco do Rock |
| 2010 | Nanny McPhee and the Big Bang                                       | Sim   | Sim        | Nanny McPhee                     | br: Nanny McPhee e as Lições Mágicas pt: Nanny McPhee e o Toque de Magia                                                                                           |
| 2011 | Harry Potter and the Deathly Hallows: Part 2                        | Sim   |            | Professora Sibila Trelawney      | br: Harry Potter e as Relíquias da Morte: Parte 2 pt: Harry Potter e os Talismãs da Morte: Parte 2                                                                 |
| 2012 | Men in Black III                                                    | Sim   |            | Agente O                         | br: Homens de Preto III pt: Homens de Negro 3 |
| 2012 | Brave                                                               | Sim   |            | Rainha Elinor                    | br: Valente pt: Brave (Indomável) Apenas voz |
| 2013 | Beautiful Creatures                                                 | Sim   |            | Mavis Lincoln/Sarafine Duchannes | br: Dezesseis Luas pt: Criaturas Maravilhosas Dois papéis |
| 2013 | Saving Mr. Banks                                                    | Sim   |            | P.L. Travers                     | br: Walt nos Bastidores de Mary Poppins pt: Ao Encontro de Mr. Banks                                                                                               |
| 2013 | The Love Punch                                                      | Sim   |            | Kate                             | br: Um Plano Brilhante pt: Golpe de Amor |
| 2014 | Effie Gray                                                          | Sim   | Sim        | Lady Eastlake                    | pt: Effie Gray |
| 2014 | Men, Women & Children                                               | Sim   |            | Narradora                        | br: Homens, Mulheres e Filhos pt: Homens, Mulheres e Crianças |
| 2015 | A Walk in the Woods                                                 | Sim   |            | Catherine Bryson                 | br/pt: Por Aqui e Por Ali |
| 2015 | Burnt                                                               | Sim   |            | Dr. Rosshilde                    | br: Pegando Fogo pt: À Procura de Uma Estrela |
| 2015 | Alone in Berlin                                                     | Sim   |            | Anna Quangel                     | pt: Sozinhos em Berlim |
| 2016 | Bridget Jones's Baby                                                | Sim   |            | Dr Rawlings                      | br: O Bebê de Bridget Jones pt: O Bebé de Bridget Jones |
| 2016 | The Doubt Machine: Inside the Koch Brothers' War on Climate Science |       |            | Narradora                        | |
| 2017 | Beauty and the Beast                                                | Sim   |            | Mrs Potts                        | br: A Bela e a Fera pt: A Bela e o Monstro |
| 2017 | The Meyerowitz Stories                                              | Sim   |            | Maureen                          | br: Os Meyerowitz: Família Não se Escolhe (Histórias Novas e Selecionadas) pt: The Meyerowitz Stories                                                              |
| 2017 | The Children Act                                                    | Sim   |            | Fiona Maye                       | br: Um Ato de Esperança pt: A Balada de Adam Henry |
| 2018 | Johnny English Strikes Again                                        | Sim   |            | Primeira-ministra                | br: Johnny English 3.0 pt: Johnny English Volta a Atacar |
| 2019 | Late Night                                                          | Sim   |            | Katherine Newbury                | br: Talk-Show: Reinventando a Comédia pt: Programa da Noite |
| 2019 | Missing Link                                                        | Sim   |            | Dora the Yeti Elder              | br: Link Perdido pt: Mr. Link Voz |
| 2019 | Men in Black: International                                         | Sim   |            | Agent O                          | br: MIB: Homens de Preto - Internacional pt: MIB: Homens de Negro - Força Internacional                                                                            |
| 2019 | How to Build a Girl                                                 | Sim   |            | Amanda Watson                    | br: Como Se Tornar Influente |
| 2019 | Last Christmas                                                      | Sim   | Sim        | Petra Andrich                    | br: Uma Segunda Chance Para Amar pt: Last Christmas |
| 2020 | Dolittle                                                            | Sim   |            | Polynesia                        | br: Dolittle pt: As Aventuras do Dr. Dolittle Voz |
| 2021 | Cruella                                                             | Sim   |            | Baroness von Hellman             | br/pt: Cruella |
| 2022 | Good Luck to You, Leo Grande                                        | Sim   |            | Nancy Stokes                     | br/pt: Boa Sorte, Leo Grande |
| 2022 | What's Love Got to Do with It?                                      | Sim   |            | Cath                             | br: O que o amor tem a ver com isso? pt: Então... e o Amor? |
| 2022 | Roald Dahl's Matilda the Musical                                    | Sim   |            | Miss Trunchbull                  | br: Matilda: O Musical pt: Matilda, de Roald Dahl: o Musical |

### Televisão
| Ano       | Título                          | Papel                                    | Notas                   |
| --------- | ------------------------------- | ---------------------------------------- | ----------------------- |
| 1982      | Cambridge Footlights Revue      | Diversos papéis                          | Especial, 1 episódio    |
| 1982      | There's Nothing to Worry About! | Senhora Wally                            | Série, 3 episódios      |
| 1983-1984 | Alfresco                        | Diversos papéis                          | Série, 13 episódios     |
| 1984      | The Young Ones                  | Senhora Money-Sterling                   | Série, episódio Bambi   |
| 1987      | Tutti Frutti                    | Suzi Kettles                             | Série da BBC            |
| 1987      | Fortunes of War                 | Harriet Pringle                          | Série da BBC            |
| 1988      | Thompson                        | Diversos papéis                          | Série                   |
| 1989      | Look Back in Anger              | Alison Porter                            | Telefilme               |
| 1990      | The Winslow Boy                 | Catherine Winslow                        | Produção para televisão |
| 1992      | Cheers                          | Nanette Guzman                           | Série, 1 episódio       |
| 1994      | The Blue Boy                    | Marie Bonnar                             | Telefilme               |
| 1997      | Ellen                           | Ela mesma                                | Série, 1 episódio       |
| 1997      | Hospital!                       | Elefanta                                 | Série, 1 episódio       |
| 2001      | Wit                             | Vivian Bearing                           | Telefilme               |
| 2003      | Angels in America               | Enfermeira Emily Mendiga Anjo da América | Telefilme               |
| 2010      | The Song of Lunch               | ela mesma                                | Telefilme               |
| 2012      | Walking the Dogs                | Rainha                                   | Telefilme               |
| 2018      | King Lear                       | Goneril                                  | Telefilme               |
| 2019      | Years and Years                 | Vivienne Rook                            | Série da HBO            |
| 2022      | Why Didn't They Ask Evans?      | Lady Marcham                             | Episódio #1.1           |

### Teatro
| Ano       | Título                                         | Papel            | Local                                                                   |
| --------- | ---------------------------------------------- | ---------------- | ----------------------------------------------------------------------- |
| 1982      | Not the Nine O'Clock News                      |                  | Digressão no Reino Unido                                                |
| 1982      | Beyond the Footlights                          | Atriz, escritora | Lyric Theatre, Londres                                                  |
| 1984      | Short Vehicle                                  | Atriz, escritora | Festival Fringe de Edimburgo                                            |
| 1984–1985 | Me and My Girl                                 | Sally Smith      | Haymarket Theatre, Leicester Adelphi Theatre, Londres                   |
| 1989      | Look Back in Anger                             | Alison           | Lyric Theatre, Londres                                                  |
| 1990      | King Lear                                      | Fool             | Dominion Theatre, Londres Renaissance Theatre Company Digressão nos EUA |
| 1990      | A Midsummer Night's Dream                      | Helena           | Digressão internacional                                                 |
| 2014–2015 | Sweeney Todd: The Demon Barber of Fleet Street | Mrs. Lovett      | Avery Fisher Hall London Coliseum English National Opera                |
| 2022      | Whodunnit Unrehearsed 2                        | The Inspector    | Park Theatre (Londres)                                                  |

## Prêmios e Indicações

#### Oscar
| Ano  | Categoria                | Trabalho                  | Notas    |
| ---- | ------------------------ | ------------------------- | -------- |
| 1993 | Melhor Atriz             | Howard's End              | Venceu   |
| 1994 | Melhor Atriz             | The Remains of the Day    | Indicado |
| 1994 | Melhor Atriz Coadjuvante | In the Name of the Father | Indicado |
| 1996 | Melhor Atriz             | Sense and Sensibility     | Indicado |
| 1996 | Melhor Roteiro Adaptado  | Sense and Sensibility     | Venceu   |

#### Emmy Awards
| Ano  | Categoria                                                     | Trabalho | Notas    |
| ---- | ------------------------------------------------------------- | --- | -------- |
| 1998 | Melhor Atriz Convidada em Série de Comédia                    | Ellen | Venceu   |
| 2001 | Melhor Roteiro em Minissérie, Telefilme ou Especial Dramático | Wit | Indicado |
| 2001 | Melhor Atriz em Minissérie ou Telefilme                       | Wit | Indicado |
| 2004 | Melhor Atriz em Minissérie ou Telefilme                       | Angels in America | Indicado |
| 2012 | Melhor Atriz em Minissérie ou Telefilme                       | The Song of Lunch | Indicado |
| 2015 | Melhor Atriz em Minissérie ou Telefilme                       | Sweeney Todd: The Demon Barber of Fleet Street – In Concert with the New York Philharmonic (Live from Lincoln Center) | Indicado |
| 2019 | Melhor Atriz Convidada em Série de Comédia                    | Saturday Night Live                                                                                                   | Indicado |

#### Globo de Ouro
| Ano  | Categoria                                   | Trabalho                     | Notas    |
| ---- | ------------------------------------------- | ---------------------------- | -------- |
| 1993 | Melhor Atriz em Cinema - Drama              | Howard's End                 | Venceu   |
| 1994 | Melhor Atriz em Cinema - Drama              | The Remains of the Day       | Indicado |
| 1994 | Melhor Atriz Coadjuvante em Cinema          | In the Name of the Father    | Indicado |
| 1995 | Melhor Atriz em Cinema - Comédia ou Musical | Junior                       | Indicado |
| 1996 | Melhor Atriz em Cinema - Drama              | Sense and Sensibility        | Indicado |
| 1996 | Melhor Roteiro                              | Sense and Sensibility        | Venceu   |
| 2002 | Melhor Atriz em Minissérie ou Telefilme     | Wit                          | Indicado |
| 2009 | Melhor Atriz em Cinema - Comédia ou Musical | Last Chance Harvey           | Indicado |
| 2014 | Melhor Atriz em Cinema - Drama              | Saving Mr. Banks             | Indicado |
| 2020 | Melhor Atriz em Cinema - Comédia ou Musical | Late Night                   | Indicado |
| 2023 | Melhor Atriz em Cinema - Comédia ou Musical | Good Luck to You, Leo Grande | Indicado |

#### BAFTA
| Ano  | Categoria                | Trabalho                      | Notas    |
| ---- | ------------------------ | ----------------------------- | -------- |
| 1993 | Melhor Atriz             | Howard's End                  | Venceu   |
| 1994 | Melhor Atriz             | The Remains of the Day        | Indicado |
| 1996 | Melhor Atriz             | Sense and Sensibility         | Venceu   |
| 1996 | Melhor Roteiro Adaptado  | Sense and Sensibility         | Indicado |
| 2004 | Melhor Atriz Coadjuvante | Love Actually                 | Indicado |
| 2014 | Melhor Atriz             | Saving Mr. Banks              | Indicado |
| 2023 | Melhor Atriz             | Good Lucky to You, Leo Grande | Indicado |

#### SAG Awards
| Ano  | Categoria                               | Trabalho              | Notas    |
| ---- | --------------------------------------- | --------------------- | -------- |
| 1996 | Melhor Atriz Principal                  | Sense and Sensibility | Indicado |
| 1996 | Melhor Elenco em Cinema                 | Sense and Sensibility | Indicado |
| 2002 | Melhor Atriz em Minissérie ou Telefilme | Wit                   | Indicado |
| 2004 | Melhor Atriz em Minissérie ou Telefilme | Angels in America     | Indicado |
| 2010 | Melhor Elenco em Cinema                 | An Education          | Indicado |
| 2014 | Melhor Atriz Principal                  | Saving Mr. Banks      | Indicado |

#### Critics' Choice Awards
| Ano  | Categoria                                           | Trabalho                          | Notas    |
| ---- | --------------------------------------------------- | --------------------------------- | -------- |
| 1996 | Melhor Atriz                                        | Sense and Sensibility /Carrington | Indicado |
| 1996 | Melhor Roteiro                                      | Sense and Sensibility             | Venceu   |
| 2002 | Melhor Atriz em Telefilme                           | Wit                               | Indicado |
| 2007 | Melhor Atriz Coadjuvante                            | Stranger than Fiction             | Indicado |
| 2014 | Melhor Atriz                                        | Saving Mr. Banks                  | Indicado |
| 2020 | Melhor Atriz Coadjuvante em Minissérie ou Telefilme | Years and Years                   | Indicado |